# 圣让-皮埃尔菲克斯特
圣让-皮埃尔菲克斯特（法語：Saint-Jean-Pierre-Fixte）是法国厄尔-卢瓦尔省的一个市镇，属于诺让勒罗特鲁区。该市镇总面积6.91平方公里，2009年时的人口为282人。

## 人口
圣让-皮埃尔菲克斯特人口变化图示